# Нурани, Зайн
Зайн Нурани (урду زین نورانی‎, англ. Zain Noorani; 22 мая 1927, Бомбей — 18 декабря 1992, Исламабад) — пакистанский государственный деятель. Министр иностранных дел в 1987–1988 годах.

## Биография
Принял активное участие в выработке Женевских (1988 года) соглашений по урегулированию в Афганистане. Подписал их от имени Пакистана 14 апреля 1988 года (в частности, двустороннее соглашение с Республикой Афганистан «О принципах взаимоотношений и, в частности, о невмешательстве и об отказе от интервенции» и «О добровольном возвращении беженцев»).